# عدسة طويلة البعد البؤري

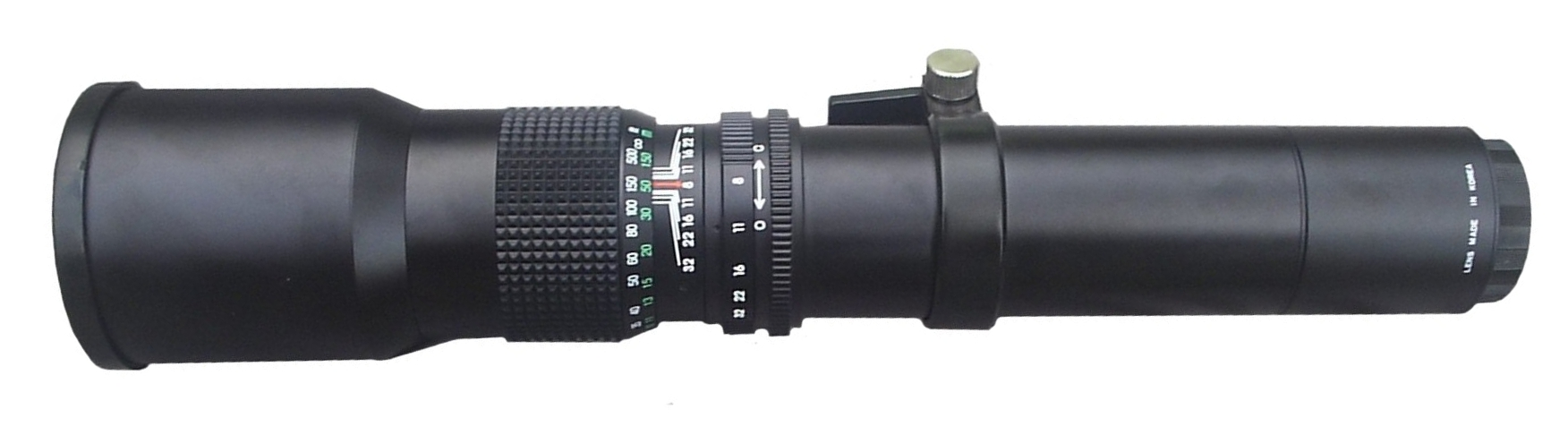
عدسة طويلة

في التصوير الفوتوغرافي؛ تُعدّ العدسات طويلة البعد البؤري هي تلك الكاميرات التي لها عدسات ذات بُعد بؤري أطول من العادي. تُستخدم هذه النوعيّة من العدساتِ لجعل الأجسام البعيدة تظهر مُكبّرة مع زيادة البعد البؤري باستخدامِ تقنيّة التكبير.
تُعدّ العدسات الطويلة أحد أنواع العدسات الفوتوغرافية الثلاثة المصنفة حسبَ البعد البؤري النسبي؛ والنوعان الآخران هما العدسة العادية وما يُعرف بالعدسة واسعة الزاوية. كما هو الحال مع الأنواع الأخرى من عدسات الكاميرا؛ يتم التعبير عن البعد البؤري عادة بقيمة مليمتر مكتوبة على العدسة. أكثرُ أنواع العدسات البؤرية شيوعًا هي ما ما يُعرف باسمِ العدسة المُقَرِّبة والتي تضم مجموعة عدسات خاصة تُعرف باسم مجموعة المُقَرِّبَة لجعل الطول الفعلي للعدسة أقصر من البعد البؤري.

## التأثيرات

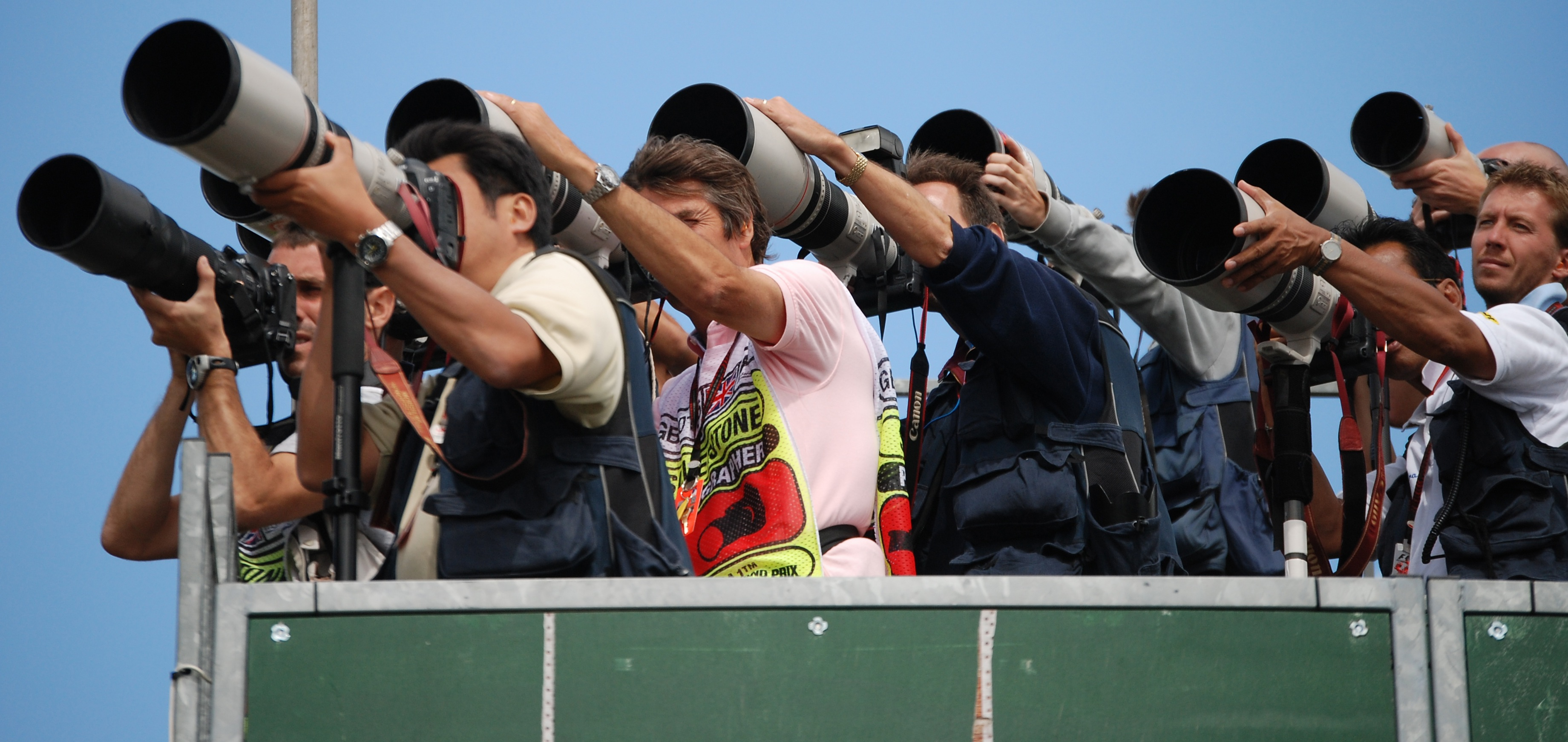
عادةً ما يُصوّر المصورون الأحداث الرياضيّة باستخدامِ عدسات طويلة

تشتهرُ العدسات ذات التركيز الطويل – وهذا اسمٌ آخر للعدسات الطويلة – بجعلِ الأجسام البعيدة تبدو كبيرة. يُشبه هذا التأثير الاقتراب من الكائن الذي يُصوَّر ولكنه ليس مماثلًا نظرًا لأن الرسم المنظوري يدلّ على عرض الموقع فقط. في الحقيقة؛ وفي حالةِ ما تمّ تصوير نفس المشهد بكاميرتان واحدة ذاتُ عدسة والأخرى ذات عدسة طويلة فإنّ الصور قد تبدو متطابقة حيث ستظهر الكائنات القريبة والبعيدة – في الصورة – بنفس الحجم النسبي لبعضها البعض حتى لو اختلفت في الواقع.
تُمكّن العدسات الطويلة أيضًا من طمسِ الخلفية أكثر؛ حتى عندما يكون عمق المجال هو نفسه. في بعض الأحيان يستخدم المصورون هذا التأثير لإلغاء تركيز الخلفية في صورة ما وفصلها عن الموضوع. غالبًا ما يُشار إلى عدم وضوح هذه الخلفية على أنه بوكيه؛ وغالبًا ما تُستخدم العدسات الطويلة مع حامل ثلاثي القوائم بسبب زيادة الوزن وحقيقة أنّ تأثير اهتزاز الكاميرا يتم تكبيره هو الآخر ما يجعلُ الصورة ضعيفة تقنيًا إن صحّ التعبير.

### التصوير الفوتوغرافي
تأثير أطوال البعد البؤري المختلفة على صورةٍ التُقطت من نفس المكان: 

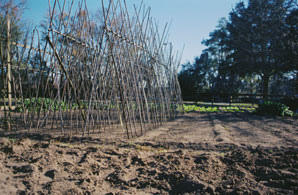
28 mm
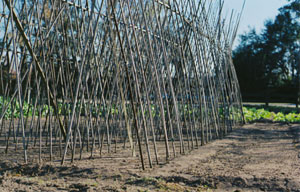
50 mm
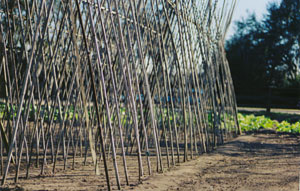
70 mm
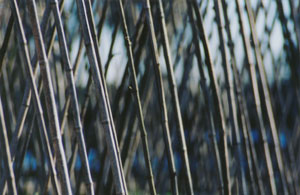
210 mm

### حجمُ الشيء
عادةً ما يتحرّك المصور للحفاظ على نفس حجم الصورة في الفيلم لكائنٍ معين. يُمكن ملاحظة الفرق في الصور أسفله؛ فعلى الرغمِ من أنّ حجم «الشيء» يظل هو نفسه في كلّ الحالات إلا أنّ حجم الخلفية يتغيّر في كل مرة حسب البعد البؤري لكلّ عدسة.

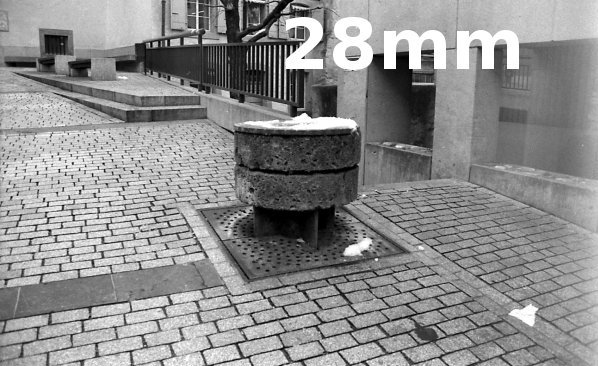
28 mm
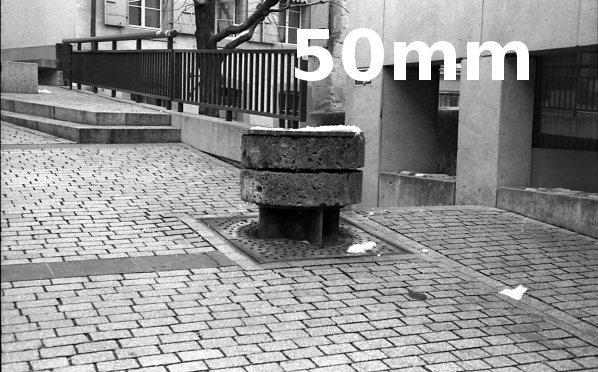
50 mm
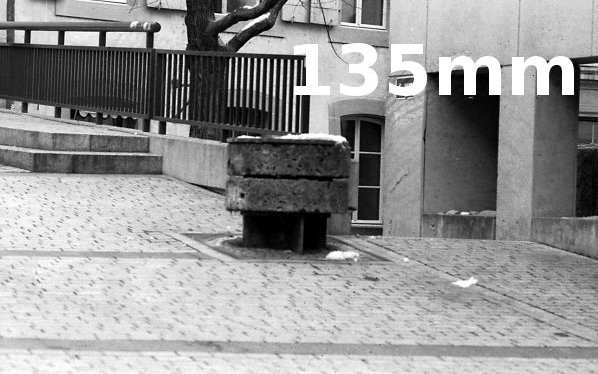
135 mm

## التلسكوبات
من اختراع التصوير الفوتوغرافي في القرن الـ 19، برزت تقنيّة التقاط الصور باستخدامِ التلسكوبات البصرية بما في ذلك التلسكوب الذي يتوفّرُ على عدسة شيئية تُساعد في تحسين زاوية الصورة وتكبيرها نوعًا ما. بالإضافة إلى استخدامها في التصوير الفلكي؛ يتم تكييف التلسكوبات – كما هو الحال مع العدسات الطويلة – من أجلِ تصوير الطبيعة، المراقبة، والتركيز المُطوّل على بعض الأشياء عند التصوير.
لاستخدام التلسكوب كعدسة كاميرا؛ يتطلب وجود محولٍ لتركيب العدسة العينيّة ذي الأنبوب القياسي بحجم 1.25 بوصة. يتم التحكمُ في وقتِ التعرض بواسطة سرعة الغالق أو سرعة الفيلم الفوتوغرافي أو المرشحات الضوئيّة لأن التلسكوبات تفتقر دائمًا إلى الحجاب الحاجز لتعديل الفتحة. يتمّ استعمال التلسكوبات في العادة للاستخدام المرئي؛ لذلك فهي لا تُستعمل بكثرة في «عمليات التصوير العاديّة» مقارنةً بعدسات الكاميرا المخصصة عدى عن كونها – أي التلسكوبات – تميلُ إلى إظهار الزيغ البصري كثيرًا.
منذ أواخر التسعينيات من القرن الماضي؛ استُخدمت الكاميرات الرقمية المدمجة في التصوير الأفقي وهي تقنية يتم فيها ترك عدسة الكاميرا متصلة والتقاط صورة مباشرة من خلال العدسة في التلسكوب نفسهِ.